# Wydział Turystyki i Rekreacji Akademii Wychowania Fizycznego im. Bronisława Czecha w Krakowie
Wydział Turystyki i Rekreacji Akademii Wychowania Fizycznego im. Bronisława Czecha w Krakowie – jeden z trzech wydziałów Akademii Wychowania Fizycznego im. Bronisława Czecha w Krakowie. Jego siedziba znajduje się przy Al. Jana Pawła II 78 w Krakowie.

## Struktura
- Katedra Humanistycznych Podstaw Turystyki
  - Zakład Historii i Organizacji Rekreacji
  - Zakład Filozofii i Socjologii Turystyki[2]
- Katedra Nauk o Środowisku Przyrodniczym
  - Zakład Ekologii
  - Zakład Geografii Turystyki[3]
- Katedra Polityki Turystycznej
  - Zakład Ekonomii i Zarządzania
  - Zakład Prawa
  - Zakład Statystyki i Informatyki[4]
- Katedra Turystyki i Rekreacji
  - Zakład Alpinizmu i Turystyki Kwalifikowanej
  - Zakład Hotelarstwa
  - Zakład Obsługi Ruchu Turystycznego
  - Zakład Teorii Rekreacji i Turystyki[5]
- Katedra Rekreacji i Odnowy Biologicznej
  - Zakład Metodyki Rekreacji
  - Zakład Odnowy Biologicznej[6]

## Kierunki studiów
- turystyka i rekreacja[7]

## Władze
Dziekan: dr hab. Ewa Roszkowska

Prodziekan ds. studiów magisterskich II stopnia stacjonarnych i niestacjonarnych (zaocznych): dr Artur Kurek

Prodziekan ds. studiów I stopnia stacjonarnych i niestacjonarnych (zaocznych): dr Maciej Abram